# Figure AI
A Figure AI Inc. amerikai robotikai cég, aminek célja a mesterséges intelligencia által működtetett robotok létrehozása a célja. 2022-ben alapította Brett Adcock és olyan cégek szakértőit alkalmazza, mint a Tesla, Inc. és a Boston Dynamics.

## Történet
2022-ben mutatta be a cég első prototípusát, a Figure 01-t, ami egy két lábú, emberszabású robot volt, főleg fizikai munka elvégzésére tervezve.
2023 májusában a cég 70 millió dollárnyi befektetői tőkét kapott különböző cégektől.
2024. január 18-án a Figure bejelentett, hogy együtt fognak dolgozni a BMW-vel az emberszabású robotok bevezetésén autóik gyártásában. Februárban 675 millió dollárnyi befektetés kapott a cég, többek között Jeff Bezos, a Microsoft, az Nvidia, az Intel, az Amazon és az OpenAI cégektől. Ez alapján a cég ekkor 2,6 milliárd dollárt ért. Ezek mellett bejelentésre került egy közreműködés is az OpenAI céggel, aminek központjában a Figure robotok fejlesztése állt, az OpenAI speciális mesterséges intelligencia modellekkel járul hozzá a termékekhez. Ez fejleszti a robotok értelmezési képességét. 2024 márciusában be is mutatott egy videót az első tesztjeiről a robottal a cég, amiben az könnyen megértette a feltett kérdéseket és elvégezte a neki adott utasításokat.
A Figure 02 bemutatására 2024. augusztus 6-án került sor.